# Джессап, Коннор
Ко́ннор Уи́льям Дже́ссап (англ. Connor William Jessup; род. 23 июня 1994) — канадский актёр, режиссёр и сценарист.

## Ранние годы
Джессап родился в Торонто, Онтарио, в семье Бренды Тёрстон и Билла Джессапа.

## Карьера
После нескольких ранних работ, в том числе и роли в постановке The Full Monty, Коннор получил главную роль в детском телесериале The Saddle Club. Он выступал в качестве исполнительного продюсера канадского независимого художественного фильма Amy George, который был показан в 2011 на Международном кинофестивале в Торонто.
С 2011 года Коннор стал известен, как Бен Мейсон в научно-фантастическом сериале «Рухнувшие небеса», исполнительный продюсер которого Стивен Спилберг. Джессап сыграл главную роль в канадском фильме 2012 года «Чёрный дрозд», в котором он играет трудного подростка, ложно обвиненного в планировании стрельбы в школе.

## Личная жизнь
Джессап — гомосексуал. С 2018 года он состоит в отношениях с актёром Майлсом Хейзером.

## Фильмография

### Кино

#### Актёрские работы
| Год  | Русское название                    | Оригинальное название         | Роль        | Примечания             |
| ---- | ----------------------------------- | ----------------------------- | ----------- | ---------------------- |
| 2012 | Чёрный дрозд                        | Blackbird                     | Шон Рэндалл |                        |
| 2014 | На коньках до Нью-Йорка             | Skating to New York           | Кейси Демас |                        |
| 2014 | Фрагменты                           | Fragments                     | Алекс       | короткометражный фильм |
| 2015 | Сумасшедший дом                     | Crazy House                   | Беккетт     | короткометражный фильм |
| 2015 | Монстр в шкафу                      | Closet Monster                | Оскар Мэдли |                        |
| 2019 | Рождённый после смерти              | Strange But True              | Ронни       |                        |
| 2019 | Ложь во спасение                    | White Lie                     | Оуэн        |                        |
| 2019 | Исчезновение на дороге Клифтон Хилл | Disappearance at Clifton Hill |             |                        |

#### Режиссёрские работы
| Год  | Русское название                 | Оригинальное название                        | Роль                                               | Примечания             |
| ---- | -------------------------------- | -------------------------------------------- | -------------------------------------------------- | ---------------------- |
| 2010 | Я больше не причиню боли!        | I Don’t Hurt Anymore!                        | Режиссёр, сценарист, оператор, продюсер и монтажёр | Короткометражный фильм |
| 2014 | Маленькие гробы                  | Little Coffins                               | Режиссёр, сценарист, продюсер и монтажёр           | Короткометражный фильм |
| 2015 | Мальчик                          | Boy                                          | Режиссёр, сценарист и продюсер                     | Короткометражный фильм |
| 2017 | Лес Лиры                         | Lira’s Forest                                | Режиссёр, сценарист, продюсер и монтажёр           | Короткометражный фильм |
| 2018 | Портрет Апичатпонга Вирасетакула | A.W. A Portrait of Apichatpong Weerasethakul | Режиссёр                                           | Документальный фильм   |
| 2018 |                                  | Casey MQ: The Constant                       | Режиссёр и монтажёр                                | Короткометражный фильм |

### Телевидение
| Год         | Русское название          | Оригинальное название        | Роль           | Примечания                    |
| ----------- | ------------------------- | ---------------------------- | -------------- | ----------------------------- |
| 2007        | Телешоу Джона Дора        | The Jon Dore Television Show | ребёнок #3     | Эпизод: «Jon Gets Scared»     |
| 2008—2009   | Конный клуб               | The Saddle Club              | Саймон Атертон | Постоянная роль, 26 эпизодов  |
| 2011        | Кинг                      | King                         | Бен Мосер      | Эпизод: «Eleni Demaris»       |
| 2011—2015   | Рухнувшие небеса          | Falling Skies                | Бен Мэйсон     | Постоянная роль, 49 эпизодов  |
| 2016        | Американское преступление | American Crime               | Тейлор Блейн   | Постоянная роль, 2 сезон      |
| 2017        | Американское преступление | American Crime               | Кой Хенсон     | Повторяющаяся роль, 4 эпизода |
| 2020 — 2022 | Лок и ключ                | Locke & Key                  | Тайлер Локк    | Регулярная роль, 20 эпизодов  |